# Werner Tiki Küstenmacher

Werner Tiki Küstenmacher, bei Dreharbeiten in Wiesbaden, 2012

Werner Tiki Küstenmacher (* 1953 in München) ist ein deutscher Pfarrer der Evangelisch-Lutherischen Kirche in Bayern im Ehrenamt und seit 1993 freiberuflicher Autor und Karikaturist.

## Biographie
Bereits als Schüler entwickelte er eine Leidenschaft für das Zeichnen von Comics und Karikaturen. Das Zeichnen während des Unterrichts führte zu drei Verweisen und zwei Arresten. Der Linkshänder studierte nach dem Abitur evangelische Theologie in München, Tübingen und Neuendettelsau und war anschließend zwei Jahre Vikar in Freising. Er absolvierte journalistische Zusatzausbildungen beim Münchner Merkur, beim Bayerischen Rundfunk und beim Bayerischen Fernsehen. In den 70er Jahren gab er einen Tiki-Kalender heraus. In den 1980er Jahren machte er sein Hobby zum Nebenberuf und zeichnete den ersten von acht Cartoon-Bänden (Bilderbogen), in denen er sich auf witzige Art und Weise mit der Bibel, der Kirche und den konfessionellen Unterschieden beschäftigt. Außerdem brachte er unzählige Taschenbücher und Begleithefte für den Konfirmandenunterricht heraus.
Er leitete von 1981 bis 1990 im Presseverband der bayerischen Landeskirche die Abteilung Neue Medien. Später gründete er die TV-Produktionsfirma „Evangelisches Fernsehen“ und war bei über 20 dort produzierten halbstündigen Fernsehfilmen auch Autor.
1989 erschien sein Buch MS-DOS mühelos als Cartoon-Computer-Kurs, wobei das Betriebssystem MS-DOS als quietschgelbe DOSe erschien. Mehr als 100.000 Exemplare wurden verkauft. Von diesem Buch gab es auch eine in einer Dose verpackte Sonderausgabe namens MS-DOSe. Es folgte Batchman (über Batchdateien und andere DOS-Features), Miss Word (über die Textverarbeitung von Microsoft) und Mathe&PC (Mathematik-Kurs für Mathehasser). Aus Letzterem entstand der Titel Mathe macchiato, der 2010 in einer 2. Auflage erschien.
1991 nahm er mit seiner Frau einen Rollentausch vor: Sie wurde Verlagslektorin, er Hausmann, freiberuflicher Grafik-Designer, Zeichner und Buchautor. Er veröffentlichte innerhalb von 15 Jahren mehr als 70 Bücher, Broschüren und Kalender, die besonders im kirchlichen Bereich Verbreitung fanden. Er gilt als „meistbeklauter Karikaturist der christlichen Szene“.
Von 1995 bis 1997 moderierte er religiöse Talkshows. Er war Moderator der SAT.1-Kindersendung Eselsohr und Teufelsschwanz (1995–1996) sowie der SAT.1-Impulssendungen So gesehen und „Alles Tiki?!“ (1997). Seit 2005 sind Beiträge von ihm fester Bestandteil des Magazins sonntags im ZDF, zuerst als Video-Kolumne Tikis Welt, seit 2012 als Animationsfilme Tikimation.
Küstenmacher gehörte bis 2019 zum Kreis der 14 Rundfunkprediger und -predigerinnen der Evangelisch-Lutherischen Kirche in Bayern und gestaltete etwa 4-mal pro Jahr die Evangelische Morgenfeier im Radiosender Bayern 1 am Sonntagvormittag. Er ist außerdem regelmäßig Sprecher bei der Verkündigungssendung Auf ein Wort in den Radiosendern Bayern 1 und Bayern 3. Bei dieser Reihe, die 1983 startete, ist Küstenmacher als einziger von Anfang an bis heute dabei.
Bei verschiedenen Verlagen und Fachzeitschriften war und ist er als Buchautor, Illustrator, Kolumnist (PC Professionell) und Cartoonist (PC Player) tätig.
Sein bislang größter Bucherfolg ist das 2001 erschienene simplify your life, in dem er Anleitungen bietet, das Leben zu vereinfachen. Das Buch erschien in über 40 Auslandsausgaben und erreichte eine Weltauflage von über 4 Millionen. In diesem Zusammenhang war er mit seiner Frau Marion Küstenmacher von 1998 bis 2008 Chefredakteur der Monatshefte simplify your life und ist seit 2008 Mitherausgeber. Insgesamt hat Küstenmacher über 100 Bücher mit einer Gesamtauflage von ca. 6 Millionen veröffentlicht.
Küstenmacher ist seit 2003 als Redner aktiv und illustriert seine Vorträge mit zum Teil live gezeichneten Karikaturen.

## Familie
Küstenmacher ist verheiratet mit Marion Küstenmacher und hat zwei Söhne und eine Tochter. Er lebt in Gröbenzell bei Fürstenfeldbruck.
Den Spitznamen Tiki gab ihm seine Mutter bereits vor der Geburt, als sie sich für das Buch Kon-Tiki von Thor Heyerdahl begeisterte. Heyerdahl bezog sich dabei auf Qun Tiksi Wiraqucha, den monotheistischen Sonnengott der Inka, nicht auf den ersten Menschen Tiki der neuseeländischen Maori-Mythologie.

## Auszeichnungen
- Wilhelm-Schmerl-Preis für evangelische Publizistik 1992
- Aufgenommen in die Hall of Fame der German Speakers Association 2009[2]

## Werke (Auswahl)
- Himmlische Bilderbögen – über Gottes Bodenpersonal. Claudius, München 1982, ISBN 3-532-62002-2.
- Ach du lieber Himmel. Spritzige Bilderbögen über Gott und die Welt.  Claudius, München 1983, ISBN 3-532-62016-2.
- Geistliche Höhenflüge. Der himmlischen Bilderbögen dritter Teil.  Claudius, München 1986, ISBN 3-532-62041-3.
- Ewige Jagdgründe. Himmlisch weltliche Bilderbögen No. 4.  Claudius, München 1988, ISBN 3-532-62075-8.
- Die fromme Geisterbahn. Der Himmlischen Bilderbögen 5. Teil. Claudius, München 1992, ISBN 3-532-62138-X.
- Ich lese die Bibel, weil ... : sechzig Gründe für das Buch der Bücher. Claudius, München 1992, ISBN 3-532-62131-2.
- Das himmlische Trallala. Ein pfiffiger Streifzug durch die Gefilde der Kirchenmusik. Claudius, München 1994, ISBN 3-532-62179-7.
- Das versenkte Kirchenschiff. Feuchtfröhliche Bilderbögen über Gottes Leichtmatrosen. Claudius, München 1996, ISBN 3-532-62236-X.
- Chris, die Kerze und die Geschichte von Ostern. Pattloch, Augsburg 1997, ISBN 3-629-00262-5.
- Reisen zum Mond: Vorbereitung, Anreise, Leben auf dem Mond. Koval Reiseführer, Unterfischach 1997, ISBN 3-931464-15-6.
- Was bedeutet dieser Fisch? R. Brockhaus Taschenbuch, Wuppertal 1998, ISBN 3-417-20556-5.
- simplify your life. Campus Verlag, Frankfurt am Main 2001, ISBN 3-593-37441-2.
- Kirchicolor. Bunte Bilderbögen gegen den grauen Alltag. Claudius, München 2002, ISBN 3-532-62277-7.
- Wer wird Biblionär? Ein spannendes Quiz rund um das Buch der Bücher. Tikis 8. Bibel-Bilder-Rate-Buch. Claudius, München 2008, ISBN 978-3-532-62377-0.
- JesusLuxus – Die Kunst wahrhaft verschwenderischen Lebens. 3. Auflage. Kösel-Verlag, München 2009, ISBN 978-3-466-36801-3.
- Was glaubt die Welt? Die fünf großen Religionen, zus. mit Christine Schulz-Reiss, Loewe Verlag Bindlach 2009, ISBN 978-3-7855-6767-8.
- biblify your life – Erfüllter und bewusster leben. Pattloch, Augsburg 2009, ISBN 978-3-629-02222-6.
- zus. mit Marion Küstenmacher, Tilmann Haberer: Gott 9.0: Wohin unsere Gesellschaft spirituell wachsen wird. Gütersloher Verlagshaus, 2010, ISBN 978-3-579-06546-5.
- Du hast es in der Hand! Fünf einfache Rituale für ein glücklicheres Leben. Gräfe und Unzer, München 2012, ISBN 978-3-8338-2605-4. (Mit farbigen Illustrationen des Autors)
- Eine Handvoll Glück. 50 einfache Rituale, die das Leben erleichtern. Gräfe und Unzer, München 2013, ISBN 978-3-8338-2876-8.
- Limbi: Der Weg zum Glück führt durchs Gehirn. Campus, Frankfurt 2014, ISBN 978-3-593-39223-3.
- Kraft tanken durch gute Gedanken. 365 Inspirationen. Herder Freiburg i. Br. 2015, ISBN 978-3-451-00555-8.
- Die neue 3-Minuten-Bibel. Droemer Knaur, München 2015, ISBN 978-3-426-78790-8.
- Entrümpeln. Mein Übungsbuch für mehr Zufriedenheit und innere Ordnung. Gräfe und Unzer, München 2016, ISBN 978-3-8338-5523-8.
- Fühl dich umarmt! Mehr als 100 gute Gründe, das Leben zu lieben. Zus. mit Marion Küstenmacher, Bonifatius Paderborn 2021, ISBN 978-3-89710-887-5.
- Rette dich selbst! 7 magische Verwandlungen, mit denen du den Kopf oben behältst, Gräfe und Unzer, München 2022, ISBN 978-3-8338-7800-8.